# 王志冲
王志冲（1936年7月—2022年5月21日），笔名冰火，天飞。中国翻译家，作家。中国翻译协会“资深翻译家”、中国民间文艺家协会会员。中国残疾人作家联谊会会员。

## 生平
王志冲生于上海，在格致中学上初三时突患强直性脊柱炎，从此长期卧床不起。后为尼古拉·奥斯特洛夫斯基的作品《钢铁是怎样炼成的》所鼓励，开始自学俄语，走上翻译之路。1962年出版了第一本译著《第一个劳动日》。王志冲在格致中学作报告时认识了少年辅导员郑懿，两者最终结为伴侣。
此后王志冲凭借坚强的意志，在郑懿的帮助下，克服每天只能坐起半小时的身体困难，笔耕不辍，六十余年来翻译、创作了近百万字的文学作品。译有奥斯特洛夫斯基的大部分作品，季尔·布雷乔夫的以阿丽莎为主角的多部科幻小说，著有《还你一个真实的保尔:尼·奥斯特洛夫斯基评传》。
2014年王志冲被授予中国翻译协会“资深翻译家”称号。2018年，《王志冲译尼古拉·奥斯特洛夫斯基全集》出版，其中有近80万字的《书信集》（上、下），大部分篇章为首次问世。

## 著作与译著
- 《还你一个真实的保尔-尼·奥斯特洛夫斯基评传》[3]
- 《活生生的保尔·柯察金》谢·特列古勃著
- 尼·奥斯特洛夫斯基的《钢铁是怎样炼成的》、《暴风雨中诞生的》、《文章·演讲·谈话》与《书信集》
- 季尔·布雷乔夫的科幻小说，包括《地球女孩外星历险记》、《入地艇》、《独闯金三角》和《大战微型人》等。